# Fabio Ribotta
Fabio Ribotta (3 de diciembre de 1991) es un deportista italiano que compite en curling. Ganó una medalla de bronce en el Campeonato Europeo de Curling Masculino de 2018.

## Palmarés internacional
| Campeonato Europeo | Campeonato Europeo | Campeonato Europeo | Campeonato Europeo |
| Año                | Lugar              | Medalla            | Prueba             |
| ------------------ | ------------------ | ------------------ | ------------------ |
| 2018               | Tallin (Estonia)   | Medalla de bronce  | Equipo             |